# Izaline Calister
Izaline Calister (Curaçao, 9 maart 1969) is een Curaçaos-Nederlandse zangeres en liedschrijver in een mengeling van jazz met traditionele Curaçaose muziek.

## Biografie
Tijdens haar kinderjaren en jeugd op Curaçao zong Calister in het kinderkoor Perlitas. In 1987 vertrok ze naar Nederland voor een studie bedrijfskunde en daarna studeerde ze verder aan het Prins Claus Conservatorium in Groningen. Ondertussen zong ze bij verschillende jazzformaties.
Vervolgens kwam ze in 2000 met haar eerste soloalbum, Soño di un muhé (Droom van een vrouw). Hoewel ze nog relatief onbekend was en het album in eigen beheer had uitgegeven, waren de kritieken van NRC en OOR bij haar presentatie lovend.
Ze zong aanvankelijk alleen in haar moedertaal, het Papiamentu. Haar muziek bestaat uit ritmes van Curaçao, ballads en dance-songs die ze zelf heeft gecomponeerd of bewerkt.
Terwijl Nederland nog op het punt stond om haar te leren kennen, had Curaçao haar inmiddels ontdekt. Nog in het jaar van haar solodebuut, in 2000, werd ze gekroond tot Tumba Queen. Ook behaalde ze er al in de beginjaren verschillende nummer 1-hits. Ondertussen kwam ze in 2001 met een tweede cd in eigen beheer, Mariposa.
In 2004 viel ze onder de aandacht van het Duitse muzieklabel Network Medien, dat twee albums van haar in veertig verschillende landen uitbracht, Krioyo (2004) en Kanta Hélelé (2006). Inmiddels is haar aanhang over de gehele wereld te vinden.
Op 25 maart 2009 werd ze geëerd met een optreden en lovende kritieken tijdens de internationale dag ter herinnering aan de slachtoffers van de slavernij bij de Verenigde Naties in New York. Ook ontving ze dat jaar - na tweemaal genomineerd te zijn geweest - de door haar fel begeerde Edison in de categorie wereldmuziek.
Calister heeft ook met andere artiesten opgetreden en maakte verschillende tournees door Nederland. Ze verscheen onder andere in 2011/12 in het programma Nomads, samen met de van oorsprong Braziliaanse Lílian Vieira en Molukse Julya Lo'ko. Tijdens hun optredens brachten ze muziek met een terugblik op hun jeugd en carrières en zongen ze in het Papiaments, Maleis, Portugees, Nederlands, Engels en Spaans. In 2014 hield ze een tournee met Leoni Jansen waarin ze protestliederen centraal stelden die de wereld veranderden. In 2020/2021 speelde ze met Thijs Borsten het stuk Het eiland van mijn vader.
In 2023 werkte ze mee aan de documentaire Tula leeft! met Thijs Borsten over de Ruta Tula. In datzelfde jaar startte ze haar theatershow Tula & Juliet. Een artikel over Tula van haar hand werd opgenomen in het boek Ons koloniale verleden in vijftig voorwerpen.

## Albums
- 2000: Soño di un muhé
- 2002: Mariposa
- 2004: Krioyo
- 2006: Kanta Hélele
- 2009: Speransa
- 2011: Di fiesta
- 2012: Kandela
- 2016: Rayo di Lus
- 2020: Ik wil alleen zijn met de zee en  Liedje voor jou
- 2021: Bon Dia Goeiemorgen

## Onderscheiding
Op Koningsdag 2018, 27 april, werd ze benoemd tot Ridder in de Orde van Oranje-Nassau.